# 마커스 레드먼드
마커스 레드먼드(영어: Markus Redmond, 1971년 2월 5일 ~ )는 미국의 배우 겸 영화 감독이다.
필라델피아에서 태어났다.

## 영화
- 이프 아이 해드 노운 아이 워즈 어 지니어스 (2007년)
- 메이킹 베이비 (1999년)
- 파이트 클럽 (1999년)
- 잉크웰 (1994년)
- 표류기 (1990년)
- 천재 소년 두기 (1989년) - 레이몬드 알렉산더 역